# Arapahoe-Hincapie p/b BMC
Arapahoe-Hincapie p/b BMC ist ein ehemaliges US-amerikanisches Radsportteam mit Sitz in Greenville.

## Geschichte
Die Mannschaft wurde 2012 unter dem Namen BMC-Hincapie Sportswear Development Team gegründet und nahm bis 2017 als Continental Team an den UCI Continental Circuits teil. Das Team war das Farmteam des BMC Racing Teams. 2018 erhielt die Mannschaft eine Lizenz als Professional Continental Team. Für die Saison 2019 kehrte das Team in den Status eines Continental Teams zurück. Für die Saison 2020 besaß das Team noch eine Lizenz unter dem Namen Hincapie / LEOMO p/b BMC, nahm jedoch an keinem Rennen mehr teil. Da nicht ausreichend Sponsoren für die Weiterführung gefunden wurden, wurde das Team Ende 2020 aufgelöst.
Manager war Richard Hincapie, der von dem Sportlichen Leiter Thomas Craven unterstützt wurde.

## Saison 2019

### Erfolge in der UCI America Tour
In der Saison 2019 gelangen dem Team nachstehende Erfolge in der UCI America Tour.
| Datum        | Rennen                       | Kat. | Sieger       |
| ------------ | ---------------------------- | ---- | ------------ |
| 19.–23. Juni | Gesamtwertung Tour de Beauce | 2.2  | Brendan Rhim |

## Saison 2018

### Erfolge in der UCI America Tour
In der Saison 2018 gelangen dem Team nachstehende Erfolge in der UCI America Tour.
| Datum         | Rennen                                | Kat. | Sieger           |
| ------------- | ------------------------------------- | ---- | ---------------- |
| 12. April     | 1. Etappe Joe Martin Stage Race       | 2.2  | Ruben Companioni |
| 14. April     | 3. Etappe Joe Martin Stage Race (EZF) | 2.2  | Brendan Rhim     |
| 12.–15. April | Gesamtwertung Joe Martin Stage Race   | 2.2  | Ruben Companioni |

### Erfolge in der UCI Europe Tour
In der Saison 2018 gelangen dem Team nachstehende Erfolge in der UCI Europe Tour.
| Datum    | Rennen                         | Kat. | Sieger          |
| -------- | ------------------------------ | ---- | --------------- |
| 19. März | 1. Etappe Tour de Normandie    | 2.2  | Fabian Lienhard |
| 6. April | 1. Etappe Circuit des Ardennes | 2.2  | John Murphy     |

### Mannschaft
| Teamkader 2018          | Teamkader 2018    | Teamkader 2018     | Teamkader 2018                        |
| Name                    | Geburtsdatum      | Land               | Vorheriges Team                       |
| ----------------------- | ----------------- | ------------------ | ------------------------------------- |
| Miguel Bryon            | 10. Januar 1995   | Vereinigte Staaten |                                       |
| Nicolai Brøchner        | 4. Juli 1993      | Dänemark           | Riwal Platform (2017)                 |
| Rubén Companioni        | 18. Mai 1990      | Kuba               | Jamis (2016)                          |
| Andrew Dahlheim         | 9. Juni 1988      | Vereinigte Staaten |                                       |
| Taylor Eisenhart        | 14. Juni 1994     | Vereinigte Staaten | BMC Development (2016)                |
| Andžs Flaksis           | 18. März 1991     | Lettland           | Rietumu-Delfin (2014)                 |
| Bryan Gomez             | 19. November 1994 | Kolumbien          | Champion System-Stan's NoTubes (2015) |
| Andrei Krasilnikau      | 25. April 1989    | Belarus            | Minsk Cycling Club (2015)             |
| Joseph Lewis            | 13. Januar 1989   | Australien         | Trek Livestrong U23 (2011)            |
| Fabian Lienhard         | 3. September 1993 | Schweiz            | Team Vorarlberg (2017)                |
| John Murphy             | 15. Dezember 1984 | Vereinigte Staaten | UnitedHealthcare (2016)               |
| Brendan Rhim            | 19. Dezember 1995 | Vereinigte Staaten |                                       |
| Brayan Sánchez          | 3. Juni 1994      | Kolumbien          | Medellín-Inder (2017)                 |
| Morgan Schmitt          | 3. Januar 1985    | Vereinigte Staaten |                                       |
| Evan Bybee              | 13. März 1989     | Vereinigte Staaten |                                       |
| Grant Koontz            | 28. Januar 1994   | Vereinigte Staaten |                                       |
|                         |                   |                    |                                       |
| Quelle: ProCyclingStats |                   |                    |                                       |

## Saison 2017

### Erfolge in der UCI America Tour
In der Saison 2017 gelangen dem Team nachstehende Erfolge in der UCI America Tour.
| Datum               | Rennen                                | Kat. | Sieger          |
| ------------------- | ------------------------------------- | ---- | --------------- |
| 2. April            | 4. Etappe Joe Martin Stage Race       | 2.2  | Robin Carpenter |
| 30. März – 2. April | Gesamtwertung Joe Martin Stage Race   | 2.2  | Robin Carpenter |
| 29. Mai             | Winston-Salem Cycling Classic         | 1.1  | Robin Carpenter |
| 15.–18. Juni        | Gesamtwertung Tour de Beauce          | 2.2  | Andzs Flaksis   |
| 9. Juli             | White Sport / Delta Road Race         | 1.2  | John Murphy     |
| 19.–23. Juli        | Gesamtwertung Cascade Cycling Classic | 2.2  | Robin Carpenter |
| 31. Juli            | 1. Etappe Tour of Utah                | 2.HC | Tyler Magner    |
| 3. August           | 4. Etappe Tour of Utah                | 2.HC | John Murphy     |
| 10. August          | 1. Etappe Colorado Classic            | 2.HC | John Murphy     |

### Mannschaft
| Teamkader 2017          | Teamkader 2017    | Teamkader 2017     | Teamkader 2017                          |
| Name                    | Geburtsdatum      | Land               | Vorheriges Team                         |
| ----------------------- | ----------------- | ------------------ | --------------------------------------- |
| Mac Brennan             | 15. Juli 1990     | Vereinigte Staaten |                                         |
| Miguel Bryon            | 10. Januar 1995   | Vereinigte Staaten |                                         |
| Robin Carpenter         | 20. Juni 1992     | Vereinigte Staaten | Chipotle-First Solar Development (2012) |
| Oscar Clark             | 20. Februar 1989  | Vereinigte Staaten | Realcyclist.com (2011)                  |
| Rubén Companioni        | 18. Mai 1990      | Kuba               | Jamis (2016)                            |
| Taylor Eisenhart        | 14. Juni 1994     | Vereinigte Staaten | BMC Development (2016)                  |
| Andžs Flaksis           | 18. März 1991     | Lettland           | Rietumu-Delfin (2014)                   |
| Andrei Krasilnikau      | 25. April 1989    | Belarus            | Minsk Cycling Club (2015)               |
| Joseph Lewis            | 13. Januar 1989   | Australien         | Trek Livestrong U23 (2011)              |
| Tyler Magner            | 3. Mai 1991       | Vereinigte Staaten | UnitedHealthcare (2016)                 |
| John Murphy             | 15. Dezember 1984 | Vereinigte Staaten | UnitedHealthcare (2016)                 |
| Brendan Rhim            | 19. Dezember 1995 | Vereinigte Staaten |                                         |
|                         |                   |                    |                                         |
| Quelle: ProCyclingStats |                   |                    |                                         |

Anmerkung: Mac Brennan

## Platzierungen in UCI-Ranglisten
UCI Africa Tour
| Saison    | Mannschaftswertung | Fahrerwertung       |
| --------- | ------------------ | ------------------- |
| 2012      | 23.                | Tyler Magner (156.) |
| 2013-2016 | -                  | -                   |

UCI America Tour
| Saison | Mannschaftswertung | Fahrerwertung         |
| ------ | ------------------ | --------------------- |
| 2012   | 40.                | Tanner Putt (269.)    |
| 2013   | 15.                | Joseph Lewis (76.)    |
| 2014   | 4.                 | Joey Rosskopf (7.)    |
| 2015   | 3.                 | Toms Skujiņš (1.)     |
| 2016   | 1.                 | Robin Carpenter (8.)  |
| 2017   | 2.                 | Robin Carpenter (5.)  |
| 2018   | 14.                | Fabian Lienhard (62.) |
| 2019   | 17.                | Brendan Rhim (87.)    |

UCI Asia Tour
| Saison    | Mannschaftswertung | Fahrerwertung          |
| --------- | ------------------ | ---------------------- |
| 2012      | 39.                | Tyler Magner (107.)    |
| 2013      | 62.                | Joey Rosskopf (212.)   |
| 2014-2015 | -                  | -                      |
| 2016      | 88.                | Robin Carpenter (514.) |

UCI Europe Tour
| Saison | Mannschaftswertung | Fahrerwertung              |
| ------ | ------------------ | -------------------------- |
| 2012   | -                  | -                          |
| 2013   | 87.                | Joey Rosskopf (195.)       |
| 2014   | 112.               | Toms Skujiņš (664.)        |
| 2015   | 89.                | Toms Skujiņš (521.)        |
| 2016   | 128.               | Andrei Krasilnikau (1174.) |

UCI Oceania Tour
| Saison | Mannschaftswertung | Fahrerwertung      |
| ------ | ------------------ | ------------------ |
| 2012   | 12.                | Joseph Lewis (23.) |
| 2013   | -                  | -                  |
| 2014   | 12.                | Dion Smith (53.)   |
| 2015   | 7.                 | Dion Smith (15.)   |
| 2016   | -                  | -                  |